# Philip Wagner
Philip Erik Wagner (Groningen, 26 juni 1962 – Sint Maarten, 6 april 2024) was een Nederlandse econoom en hoogleraar Global Economy & Governance aan de Inter-Continental University of the Caribbean (ICUC) in Willemstad (Curaçao). Daarnaast was Philip Wagner ondernemer/bestuurder van Wagner & Company en programmadirecteur van AOG School of Management.
Wagner studeerde economie en bedrijfskunde aan de Rijksuniversiteit Groningen en aan de Europese Academie te Berlijn. In 2014 hield Wagner zijn oratie over de samenhang tussen economische ontwikkeling en goed bestuur in een duurzame samenleving. Naast hoogleraar en ondernemer was Wagner onder meer toezichthouder bij ROC Noorderpoort.
Wagner was getrouwd met Antje Diertens, oud-Tweede Kamerlid voor D66, samen hadden zij twee kinderen. Hij overleed plotseling op 61-jarige leeftijd.